# Pieluszka

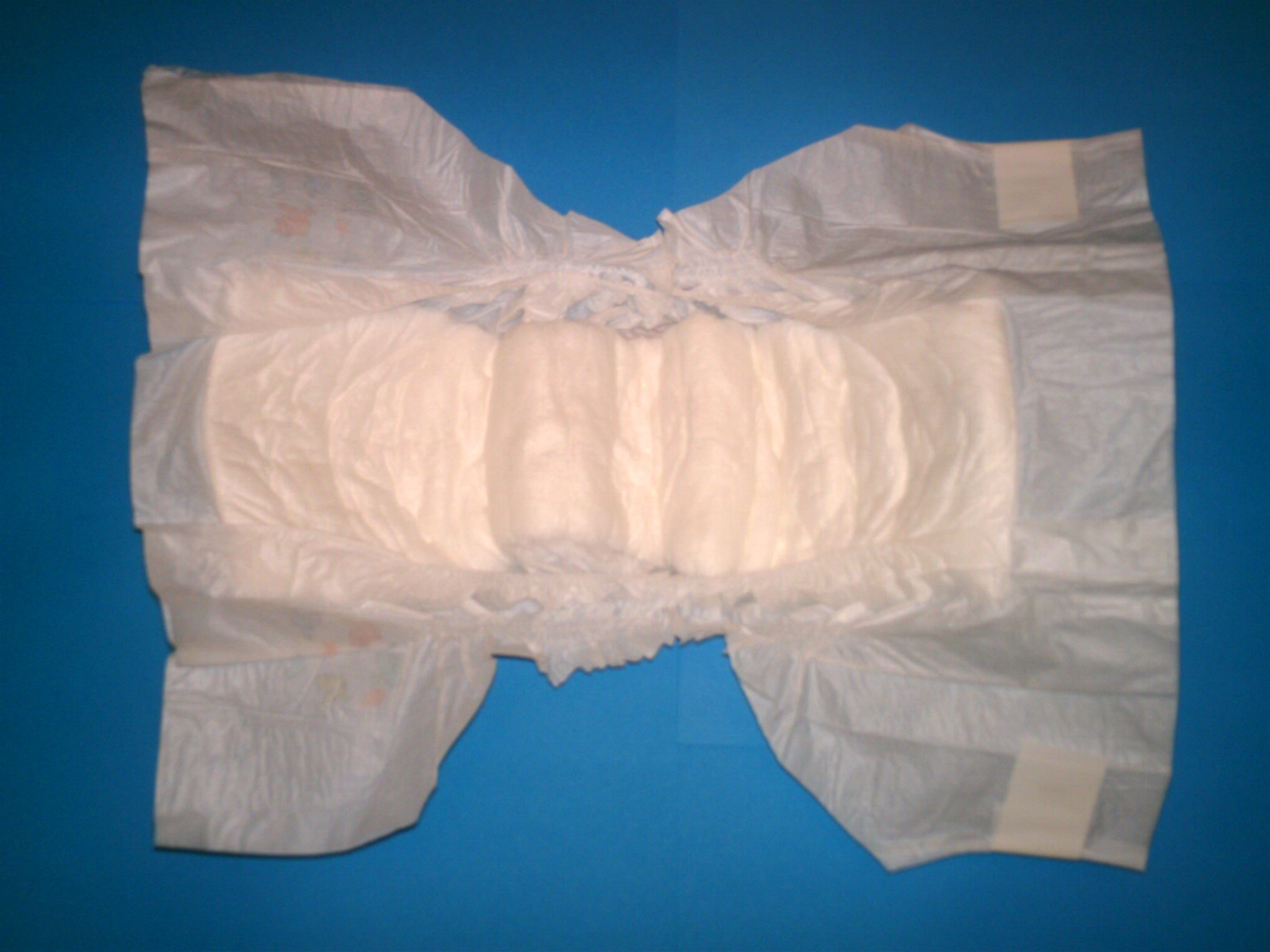
Pieluszka jednorazowa

Pieluszka, pielucha – kawałek chłonnego materiału, absorbujący mocz noworodka, niemowlęcia i małego dziecka, a także osób chorych, które samodzielnie nie kontrolują potrzeb fizjologicznych. Obecnie w Polsce najczęściej stosowane są pieluszki jednorazowe potocznie nazywane, od marki jednego z producentów, pampersami.

## Pieluszki jednorazowe

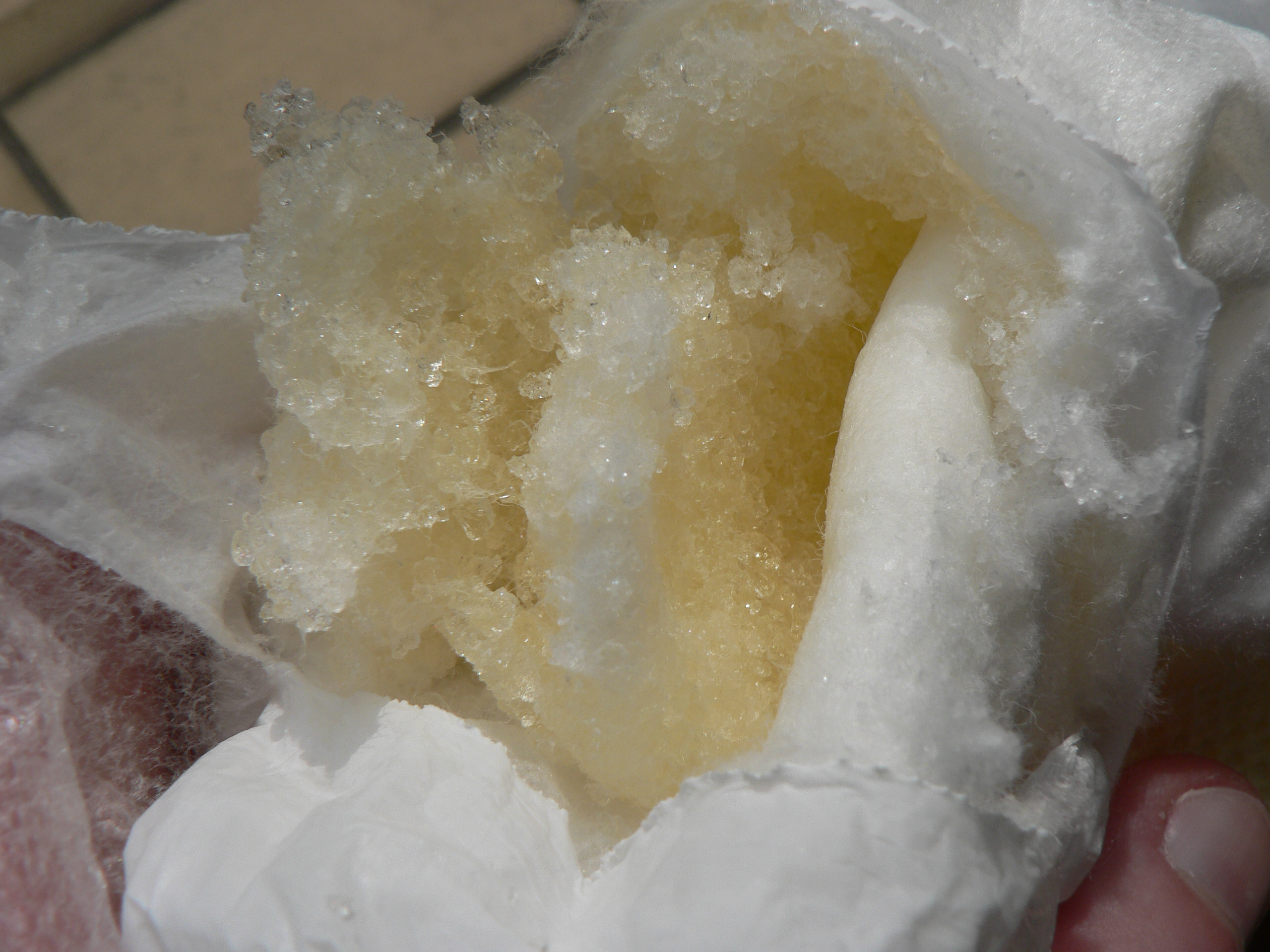
Wkład chłonny pieluszki jednorazowej

Pieluchy jednorazowego użytku (określane jako pampersy) produkowane przemysłowo pojawiły się w połowie XX wieku. Początkowo były one w postaci otoczonego celulozową osłoną chłonnego wkładu z waty celulozowej lub bawełnianej. Później konstrukcja pieluszek była udoskonalana, dodano mocujące przylepce oraz rzepy. Wkład chłonny został zastąpiony bardziej wydajnym wkładem wiążącym mocz do postaci żelu. 
Obecnie na rynku oprócz tradycyjnych pieluch dostępne są również wersje „ekologiczne”, różniące się między innymi rodzajem zastosowanego materiału chłonnego, bezchlorową techniką bielenia czy brakiem dodatków zapachowych.

## Pieluszki wielorazowe
Dawnej stosowano wyłącznie pieluchy nadające się do prania i kolejnego użycia. Dawne pieluszki były kawałkiem tkaniny umieszczonym między nóżkami dziecka, przytwierdzonym zazwyczaj drugą pieluchą, specyficznie zawiązywaną. Pod koniec XX wieku na pieluchy stosowano najczęściej tetrę lub flanelę. W celu zabezpieczenia przed przemoczeniem ubranka dziecka na pieluchę materiałową zakładano często majteczki wykonane z ceraty. 
Takie pieluchy były stosowane też według wskazań ortopedów do tzw. pieluchowania dziecka z podejrzeniem zwichnięcia stawu biodrowego. Pielucha była w tym celu złożona szeroko, tak by rozstaw nóżek pozostawał dość duży. 

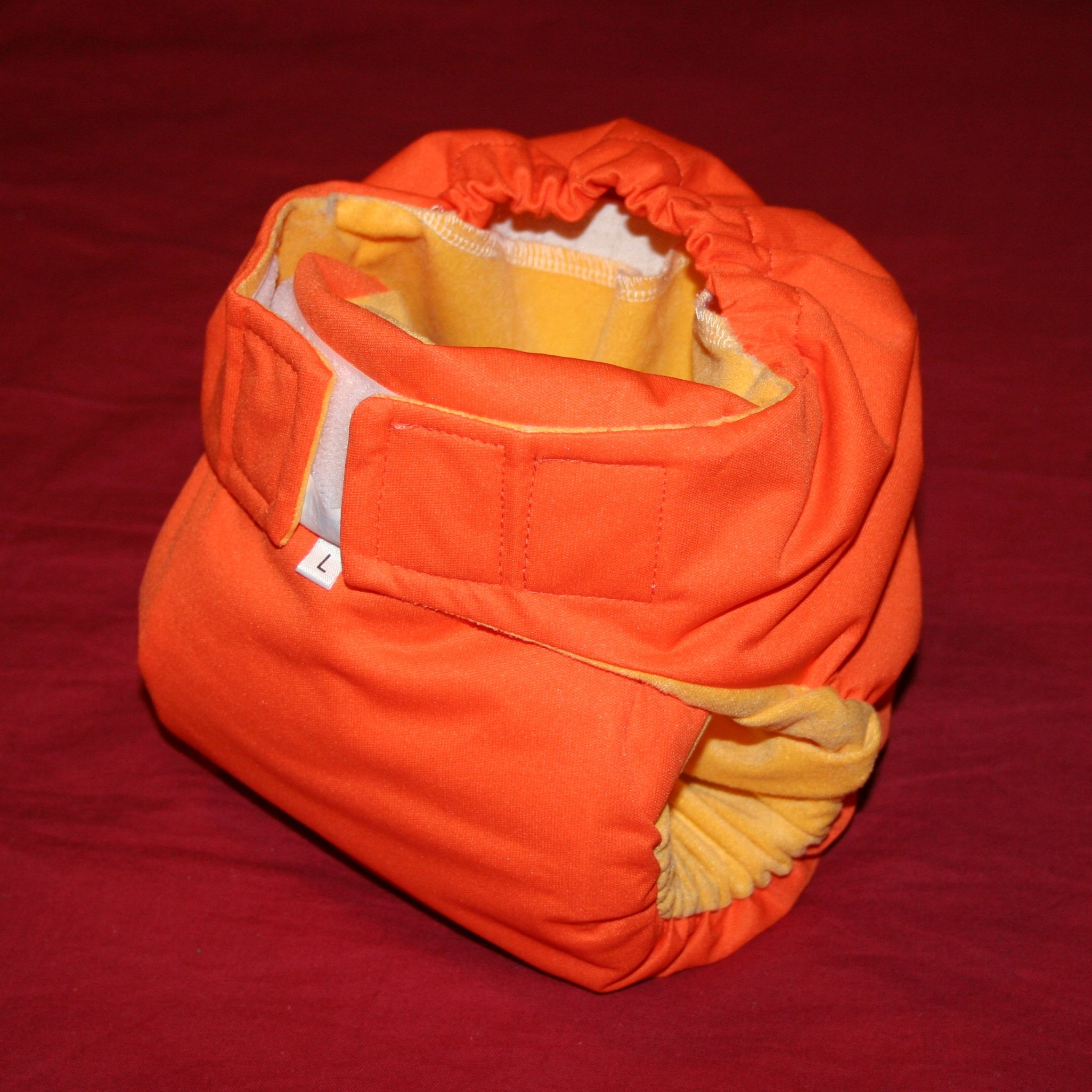
Współczesna pieluszka wielorazowa

## Pieluchomajtki dla dorosłych
Na rynku występują pieluchomajtki skierowane dla osób dorosłych, które mają problemy z trzymaniem moczu. Problem z przejściowym nietrzymaniem moczu może dotyczyć nawet co trzeciego chorego. Stan taki może się rozwinąć poprzez np. zakażenie układu moczowego, przyjmowanie określonych leków, hiperkalcemie, hiperglikemie, depresje. 
Wyróżnić tutaj można trzy typy choroby:
- wysiłkowe nietrzymanie moczu,
- nietrzymanie nagłe,
- postać mieszana.

Rozwiązaniem zalecanym przez lekarze jest stosowanie specjalistycznych wkładów anatomicznych czy pieluchomajtek dla dorosłych.
Wyróżnić tutaj możemy podział na trzy rodzaje:
- w przypadku lekkiego, przejściowego nietrzymania moczu – wkładki urologiczne,
- średnie nietrzymanie moczu – chłonne majtki,
- osoby częściowo unieruchomione, bądź całkowicie – anatomiczne pieluchy dla dorosłych.